# Vidim (Repubblica Ceca)
Vidim è un comune della Repubblica Ceca facente parte del distretto di Mělník, in Boemia Centrale.

## Monumenti e luoghi d'interesse
- Castello di Vidim